# Shiraoi, Hokkaidō
Shiraoi (白老町 Shiraoi-chō) là thị trấn thuộc huyện Shiraoi, phó tỉnh Iburi, Hokkaidō, Nhật Bản. Tính đến ngày 1 tháng 10 năm 2020, dân số ước tính thị trấn là 16.212 người và mật độ dân số là 38 người/km2. Tổng diện tích thị trấn là 425,75 km2.